# Jérémy Audric
Jérémy Audric (Le Blanc-Mesnil, 2 aprile 1986) è un pallavolista francese.
Gioca nel ruolo di palleggiatore nel Fréjus.

## Carriera
La carriera di Jérémy Audric inizia nel Rennes Volley 35, che lo tessera nella stagione 2005-06 e lo fa esordire nel massimo campionato francese. L'anno successivo passa al Saint-Nazaire Volley-Ball Atlantique, dove disputa quattro tornei nella serie cadetta, fino alla retrocessione della squadra in Nationale 1, all'epoca terzo livello del campionato transalpino.
Il ritorno ai massimi livelli avviene nella Ligue A 2009-10, quando si trasferisce allo Stade Poitevin: qui ottiene il suo primo titolo, la vittoria dello scudetto, ed esordisce nelle coppe europee. Nel campionato 2012-13 passa all'Association Sportive Cannes Volley-Ball, dove rimane per tre annate prima di tornare allo Stade Poitevin nella stagione 2015-16.
L'annata successiva scende in Ligue B, ingaggiato dal Plessis-Robinson Volley-Ball con cui disputa due campionati, passando quindi al Fréjus, anch'esso nel campionato cadetto transalpino, nella stagione 2018-19.

## Palmarès
- Campionato francese: 1

2010-11